# 鄒琥
鄒琥（15世紀—1519年），南直隸廬州府合肥縣人，明朝政治人物。

## 生平
鄒琥是弘治五年（1492年）壬子科應天鄉試第二十七名舉人，正德七年（1512年）授撫州府推官，九年（1514年）陞通判，十四年（1519年）寧王朱宸濠在南昌起兵作亂，部卒橫行剽掠，撫州府同知害怕而稱病不視事，由鄒琥代理職務，朱宸濠遣派兵卒收下官印，他說：「朝廷官印誰敢奪取？又誰敢一同作亂？」兵卒語塞而作罷，王守仁任命他督運糧餉及負責兵事，同年他因勞成疾去世，王守仁感到痛惜，命人護送其棺木回鄉。

## 引用
1. 1 2  嘉慶《合肥縣志·卷二十三·人物傳》：鄒琥，弘治壬子舉人，任撫州推官，升本府通判，時宸濠反，部卒橫行剽掠，撫守懼稱病不視事，琥攝篆，濠遣人收篆，琥曰：「朝廷篆誰敢取？又誰敢與逆？」卒語塞竟已，是時王公守仁以琥督運糧餉贊兵事，勞悴遘疾卒，王深痛恤，命有司護其喪歸。 府志，明史王守仁傳云通判撫州，鄒琥等皆引兵來會，舊作周琥誤
2. ↑  光緒《續修廬州府志·卷三十三·宦績傳一》：周琥，合肥人，宏治壬子舉人，司理撫州，陞通判，時宸濠反，江西橫行剽掠，撫守懼稱病不視，事委琥代攝，濠遣卒收郡印，琥曰：「朝廷名器誰敢取？又誰敢與？」竟獲保全，王守仁令琥督運餉贊兵事，勞瘁不起，深為痛惜，命有司厚卹，護其喪歸。 康熙志